# 十字军之王II
《十字军之王II》（又译作）是由Paradox Development Studio开发，Paradox Interactive发行的一款以中世纪中期至后期为背景的大型战略游戏，是《十字军之王》的续作。这款游戏的Windows版本在2012年2月14日发布，OS X版本则于5月24日发布，而Linux版本于2013年1月14日发布。
《十字军之王II》經由一系列延續至2019年的資料片深化玩法，销量逾一百万份，是《欧陆风云IV》发行前Paradox最为畅销的游戏。

## 游戏性
在游戏中，玩家可以模拟扮演769年至1453年间的中世纪王朝/共和国统治者，玩家可以挑选任意一个拥有伯爵领及以上领地的统治者进行游戏。
《十字军之王II》采用了遗传、教育系统，未成年人可能继承父母或监护人的大多相貌特征、文化、宗教和能力，这一特点也为游戏内子嗣后裔的抚育和培养增加了变数。
通过战争、婚姻、暗杀等纷繁复杂的战略手段，玩家可在游戏内达成所选家族的胜利，游戏模拟的结局是开放性的，由玩家自行定义最终“胜利”的条件。

## 发布与评价
2012年2月4日，一个有四个可选人物，时间跨度为20年的游戏demo发布，游戏的营销视频是以七宗罪为概念的几段喜剧短片。
其后，《十字军之王II》总体上收到了积极的评价，Metacritic网站给出了82分；The Digital Fix则称，游戏体验令人惊叹，有身临其境的感觉，并对底层的游戏机制留下了深刻的印象；GameSpot的游戏评论员肖恩·麦金尼斯对游戏性进行了称赞；IGN给予《十字军之王II》游戏性“持久的吸引力”以9分（满分为10分），画面评分则为5分。

## DLC
《十字军之王II》可通过Steam或游戏内连接GamersGate的方法来升级及下载已发布的追加下載內容，以获取新的游戏特性。
2013年11月20日，GamersGate版本停止更新。
DLC包括下列內容：

### 視覺升級類

#### 家族盾徽包I、II、III及查理曼盾徽包
將歷史上顯赫家族的家徽從隨機生成升級為专属家徽，包括卡佩家族的法蘭西百合、加洛林之鷹、哈布斯堡雄獅…等。

#### 民族肖像
原始肖像只有歐洲人和穆斯林兩種類型，而DLC包括蒙古人肖像、非洲黑人肖像、伊朗民族肖像、羅斯民族肖像、凱爾特民族肖像等。

#### 特殊兵模
改變各國在大地圖遊走的士兵模組外觀，使之有所區別並且更符合歷史記述，包括拜占庭兵模、非洲兵模、騎士團兵模…等。

#### 自訂組合包
允許玩家修改頭銜名稱、修改隨機盾徽、為新出生的家族成員命名…等。

### 音樂擴充類
下載後遊玩不同文化宗教的角色时時將能聽到对应風情的配樂。

### 其他類
領主修改器：允許玩家自訂君主開始遊戲，並且能夠用年齡交換特質，好特質增加年齡，壞特質減少年齡。
歐陸風雲四轉換器：將遊戲存檔轉換為歐陸風雲四的劇本，在歐陸風雲四裡延續玩家打造的國度。

### 資料片
基础遊戲中，只有基督教封建領主為可玩角色，而玩家的可玩角色及系統則隨著資料片的擴充而增加。
| 名称                             | 发布日期       | 特点 |
| -------------------------------- | -------------- | --- |
| Sword of Islam 伊斯蘭之劍        | 2012年6月26日  | 允許玩家使用信仰伊斯蘭教的領主，並且引入伊斯蘭教獨有的玩法及腐化值系統，腐化值的高低影響伊斯蘭國家的國力強弱。 此外地圖邊界也從埃及向南延伸到東非及西非內陸。 |
| Legacy of Rome 羅馬遺產          | 2012年10月16日 | 為拜占庭帝國設計獨有的玩法，拜占庭皇帝將能藉由收復失土來復興羅馬帝國以及彌補宗教分裂：將天主教及東正教統合為同一宗教。 |
| Sunset Invasion 日落入侵         | 2012年11月15日 | 唯一不是基於史實設計的資料片。 原始遊戲中，蒙古帝國的入侵一直帶給位於地圖東方的玩家龐大壓力，基於遊戲平衡的理念，工作室設計了阿茲特克帝國從大西洋彼岸攻擊位於地圖西部的玩家。 然而過於異想天開的遊戲設計卻未得到玩家的好評。 |
| The Public 共和国                | 2013年1月12日  | 允許玩家使用包括威尼斯在內的商業共和國，體驗完全不同於封建領主的玩法，包括選舉繼承、商業拓展、禁運戰爭…等。 |
| The Old Gods 逝往神灵            | 2013年5月28日  | 允許玩家扮演信仰原始宗教以及祆教的角色，並將原始宗教重新設計為日耳曼多神教、長生天、斯拉夫多神教…等各具特色的不同宗教。 原始信仰諸國在開局時處於未開化的部落狀態，在初期以快攻擴張國力、改革原始宗教並將國家改革為封建制度或共和制度以在後期與先進國家抗衡。 同時此資料片解鎖867年劇本，此時信仰日耳曼多神教的維京大軍正在入侵英格蘭，祆教國家在中亞一息尚存，薩法爾王朝於伊朗崛起，留里克家族在俄羅斯立國，查理曼帝國被諸子瓜分，拜占庭帝國在巴西爾一世統治下力圖中興，新劇本將帶給玩家不同的國際局勢及體驗。 |
| Sons of Abraham 亞伯拉罕之裔     | 2013年11月18日 | 豐富遊戲的宗教機制，包括教宗選舉、新增猶太教、為其他宗教增加相對於天主教騎士團的軍事修士會…等。 |
| Rajas of India 印度羅闍          | 2014年3月25日  | 新增印度地區，玩家可以遊玩信仰印度教、佛教、耆那教等印度三教的印度領主：「羅闍」。 |
| Charlemagne 查理曼               | 2014年10月14日 | 解鎖769年劇本，允許玩家扮演剛登基的卡爾一世——未來的查理曼，各地局勢也與867年不同，拜占庭帝國正進行聖像破壞運動，阿拔斯王朝達到鼎盛，伊比利亞的伍麦叶王朝對西歐虎視眈眈，北歐尚未迎來維京時代。 新增原始宗教「尊日神教（Zunist）」，信仰此宗教的唯一國家位於阿富汗。 重設計部落機制，原始宗教諸國擁有更差的經濟及更強的早期戰鬥力。 新增「帝国行政体制」，開局時只有拜占庭帝國擁有，公爵以上的頭銜在持有人死後收歸皇帝所有，其他國家在強化王權之後亦能實行此一體制。 |
| Way of Life 生活之道             | 2014年12月16日 | 新增遊戲制度，強化角色扮演特色，允許玩家在處理國家大事之餘享受自己的私人生活，將生活的重心擺在統治、商业、勾引、密謀、狩猎、戰爭、狂欢、家庭、神學、学术等十個生活重點之一。 |
| Horse Lords 馬上诸王             | 2015年7月14日  | 將原始信仰的草原部落重製為遊牧汗國，統治汗國的可汗有著迥異於封建等其他領主的遊戲機制，汗國國力和領地的建設度相反，所以扮演馬王的玩家將會致力於毀滅新領地的建設。 新增政體機制，將封建制、共和制、部落制、遊牧制等國整理為不同政體國家，其中部落制都可以改革成為前兩者政體之一，遊牧則能改革成为為前三者之一。 新增丝绸之路系統並將地圖延伸到蒙古邊境。 |
| Conclave 御前会议                | 2016年2月2日   | 封臣們將會組成君主的御前会议，協助君主統治國家或是奪權。 原來的王權法重製為君主和御前議會的權力拉鋸，後者將藉由投票或是叛亂等方式爭奪包括立法、開戰、處刑…等權力。 |
| The Reaper's Due 死神索命        | 2016年8月25日  | 修改舊有生病機制，並增加許多疾病及症狀，使玩家更容易因病而去世；而同时加入的職務宫廷医师將與玩家一同對抗病魔，採用特殊的實驗療法可能使玩家活得更久或死得更快，疾病將不再是可輕易忽略的因素。 新增傳染病機制，玩家將能夠體驗到歷史上的各種恐怖傳染病，包括可怕的黑死病，也有一些非史實的傳染病。 遊戲也提供了末日事件供玩家挑戰，究竟是超越死亡取得永生，又或是無可避免的落入死神手中，全看玩家的選擇。 |
| Monks and Mystics 修道士与密契者 | 2017年3月8日   | 新增社團系統，藉由社團內同好的合作，領主和凡夫俗子們將能發揮政治力量無法企及的影響力。從修道會、煉金研究社、哈薩辛到撒旦崇拜，甚至被領主強迫改宗的封臣，也能私下和其他同胞繼續信仰原本的宗教… 同時新增宝物系統，現在宝物事件不再仅是獲得增益效果，而是會真的出現一件寶物，存放在角色的宝物裡。 |
| Jade Dragon 碧玉之龙             | 2017年11月16日 | 新增中華皇帝界面，和中國朝代的互動成為中亞國家、印度國家、藏缅國家和遊牧國家的重要選項。新增道教和苯教；新增藏缅文化，且藏缅文化的佛教或苯教统治者将使用獨有的僧侶封建制政体；新增政體儒家官僚制（但是玩家不能游玩）和中華帝國制；新增工匠功能可以隨意打造專屬寶物。 |
| Holy Fury 神圣之怒               | 2018年11月13日 | 改進十字軍聖戰系統，教宗發起的十字軍聖戰隊伍在多方角力下變得更加複雜，並添加各式事件。 新增破碎世界模式，開放可自訂的隨機世界地圖。 新增战士公会，原始宗教徒可加入战士公会以戰功奪得高位，並在決鬥中結交戰友、磨練戰技。 新增斬殺計數，能夠統計有多少人命以各種方式消亡在玩家手中。 新增血脈系统，英雄後裔將被眾人所愛戴，玩家能讓查理曼、成吉思汗等名門融入自家血脈。 新增聖徒封聖，品行崇高的基督教徒死後可被封聖，崇拜先祖的改革原始教徒徒同樣能神化先人的事蹟。 新增加冕儀式，封建君主須由聖職人員加冕登基，以彰顯自己為合法通過神授而享有王權。 新增繼承法，長老选举制可避免继承时出现諸子分家的情况，而繼承人也能向兄弟發起決鬥以从他手中奪取被均分的領地。 |